# Ovella xalda
L'ovella «xalda» (en asturià oveya xalda) és una raça d'ovella autòctona del Principat d'Astúries. Pertany al tronc Ovis aries celticus. És una ovella d'origen celta, com la Ouessant de la Bretanya, la Cochddu (negra gal·lesa) del País De Gal·les, la Morite (ovella dels erms) de les illes Shetland a Escòcia i la Skudde, la Weibe Gehörnte Heidschnucke i la Moorschnucke d'Alemanya.
Aquesta raça va arribar a estar al caire de l'extinció el segle xx degut, entre altres factors, a l'abandonament del món rural, a la introducció d'altres races que suposadament donaven un major rendiment econòmic i a l'ús forestal dels antics pastius de les muntanyes comunals. El 1982 es va realitzar un cens que va donar la xifra d'unes 800 femelles a tot Astúries. Això contrasta notablement amb els gairebé 600.000 exemplars que el segle xviii es recollien en el cadastre de Marquès De La Cala.
Per evitar la desaparició de la raça i fomentar el seu ús entre els ramaders asturians es va crear el 1992 l'«Associació de Criadors d'Oveya Xalda» (ACOXA).
Les referències a aquesta raça comencen fa segles, ja que se sap que ja era usada des de l'antiguitat pels àsturs, que vestien un sagus o túnica de llana negra, color característic d'aquestes ovelles (llibre III de la Geografia d'Estrabó). També Gaspar Melchor de Jovellanos les esmenta el 1782 quan descriu la ramaderia dels vaquers: «És veritat que seus ramats són petits; les seves ovelles em van semblar un terme mitjà entre les merines i les churras comunes, potser perquè la curta emigració que fan anualment, o bé la sola excel·lència de les herbes que pasten, va posar la finor de les seves llanes al mig de les altres dues classes».